# ケプラヴィーク

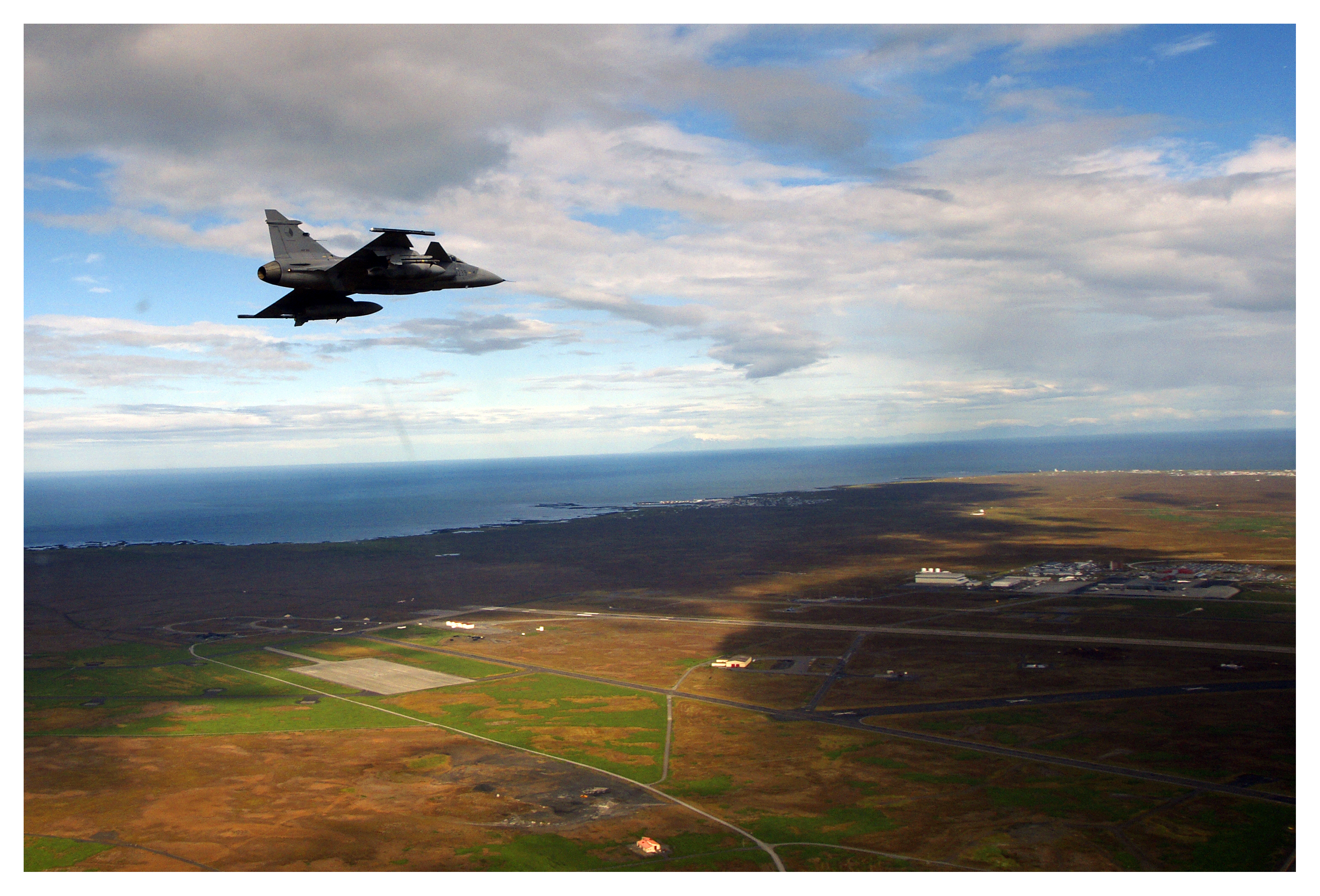
航空写真

ケプラヴィーク (Keflavík [ˈcʰɛplaˌviːk] ( 音声ファイル)) は、アイスランドの首都レイキャヴィークから西に約50キロメートルに位置する都市である。南西アイスランド地方に属する。人口は1万944人（2004年）。

## 概要
レイキャヴィーク市街地からは国道41号線が通っており、片側2車線の快適路になっている。しかし、パトカーの速度取締りが厳しい路線でもある。
町は、北から順にケプラヴィーク、Ytri-Njarðvík、インリ・ニャールズヴィーク (Innri-Njarðvík) の地区から構成されており、ケプラヴィークは商業地区、ニャールズヴィーク (Njarðvík) は住居地区となっている。ニャールズヴィークには、ユースホステルがあり、空港を利用するバックパッカー達で賑わっている。また、町のはずれにはNATO軍の基地住宅が広がっているが、軍は既に撤退している。
ケプラヴィーク国際空港からケプラヴィーク市街地までは、5キロメートルほどある。

## ギャラリー

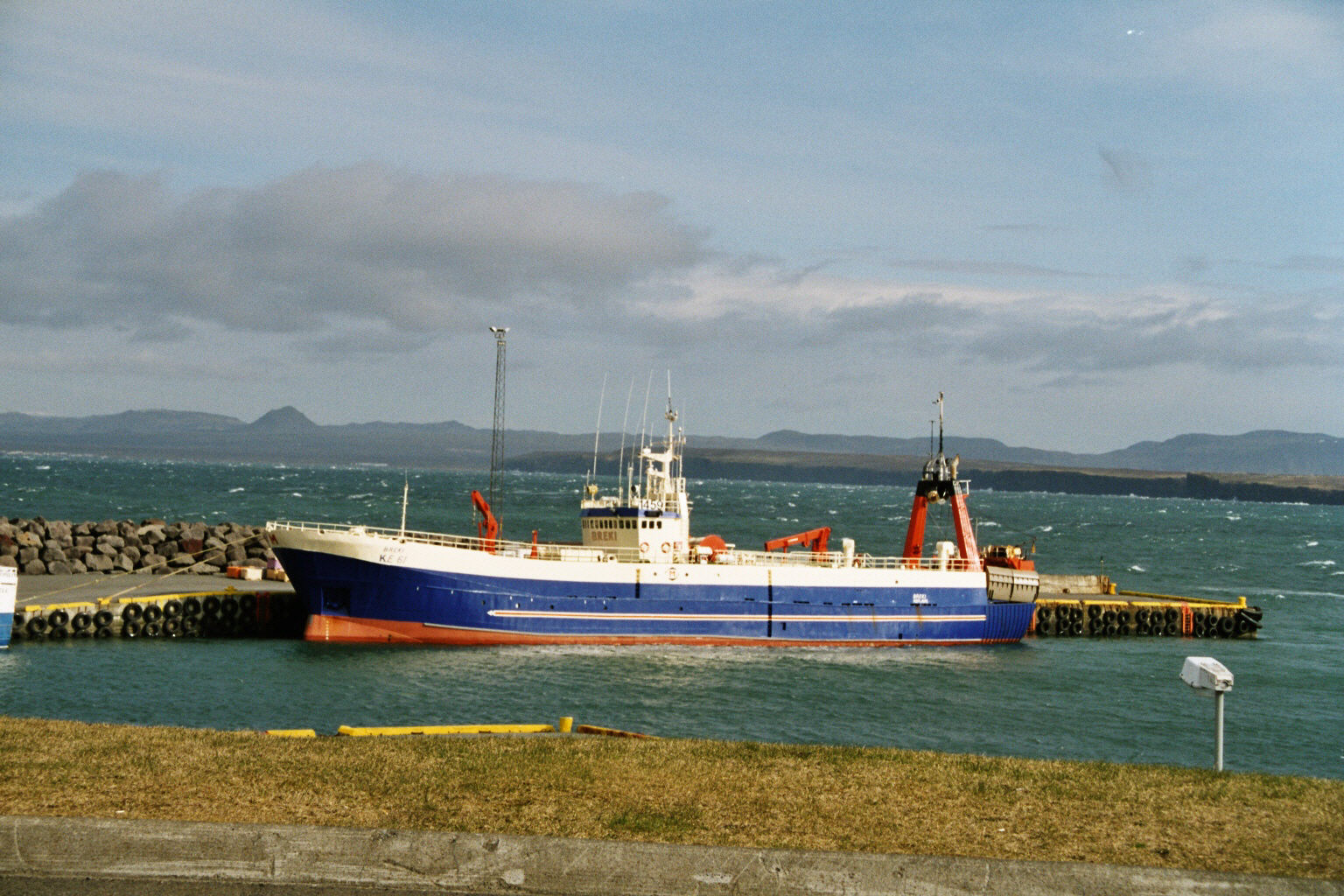
ケプラヴィークの港